# Úvalno
Úvalno (in tedesco Lobenstein) è un comune della Repubblica Ceca facente parte del distretto di Bruntál, nella regione della Moravia-Slesia.